# L'Enfant de la victoire
L'Enfant de la victoire est un roman de François Duhourcau publié en 1925 aux éditions de la vraie France et ayant reçu la même année le Grand prix du roman de l'Académie française.

## Éditions
- L'Enfant de la victoire, éditions de la vraie France, 1925.